# On an Island
On an Island es el tercer álbum de estudio del músico británico David Gilmour, lanzado en el Reino Unido el 6 de marzo de 2006 por EMI (en el cumpleaños 60 de Gilmour) y al día siguiente en Estados Unidos por Columbia Records. Es el primer álbum como solista de Gilmour en 22 años, después de su anterior álbum About Face lanzado en 1984. Recibió una nominación al Grammy por la mejor canción de rock instrumental, "Castellorizon".
El álbum obtuvo disco de platino en Canadá, alcanzando ventas por sobre las 100 000 copias en el primer mes tras el lanzamiento, y llegando a la cifra de un millón de copias vendidas en todo el mundo.

## Tour

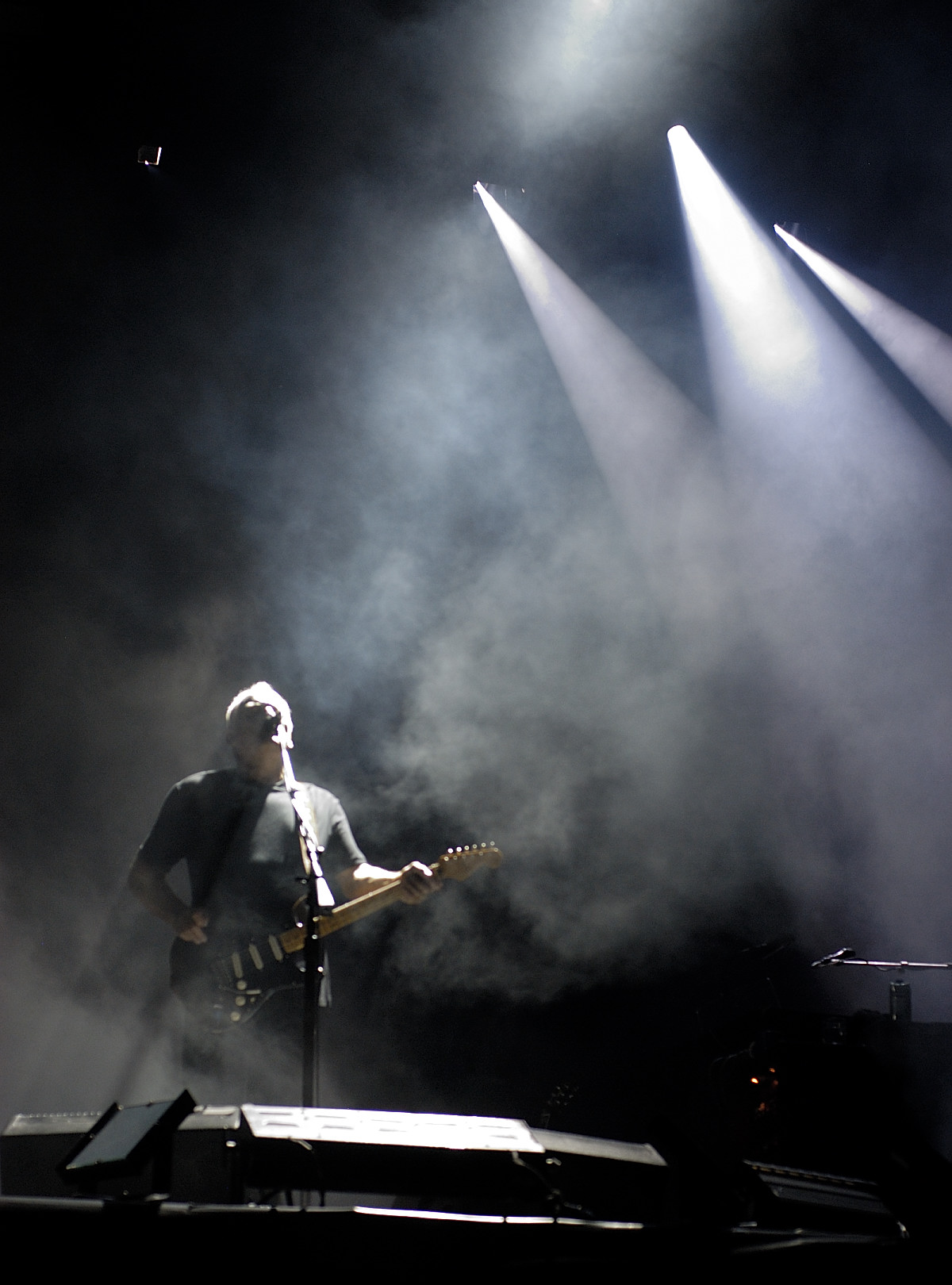
David Gilmour en concierto, Königsplatz, Múnich

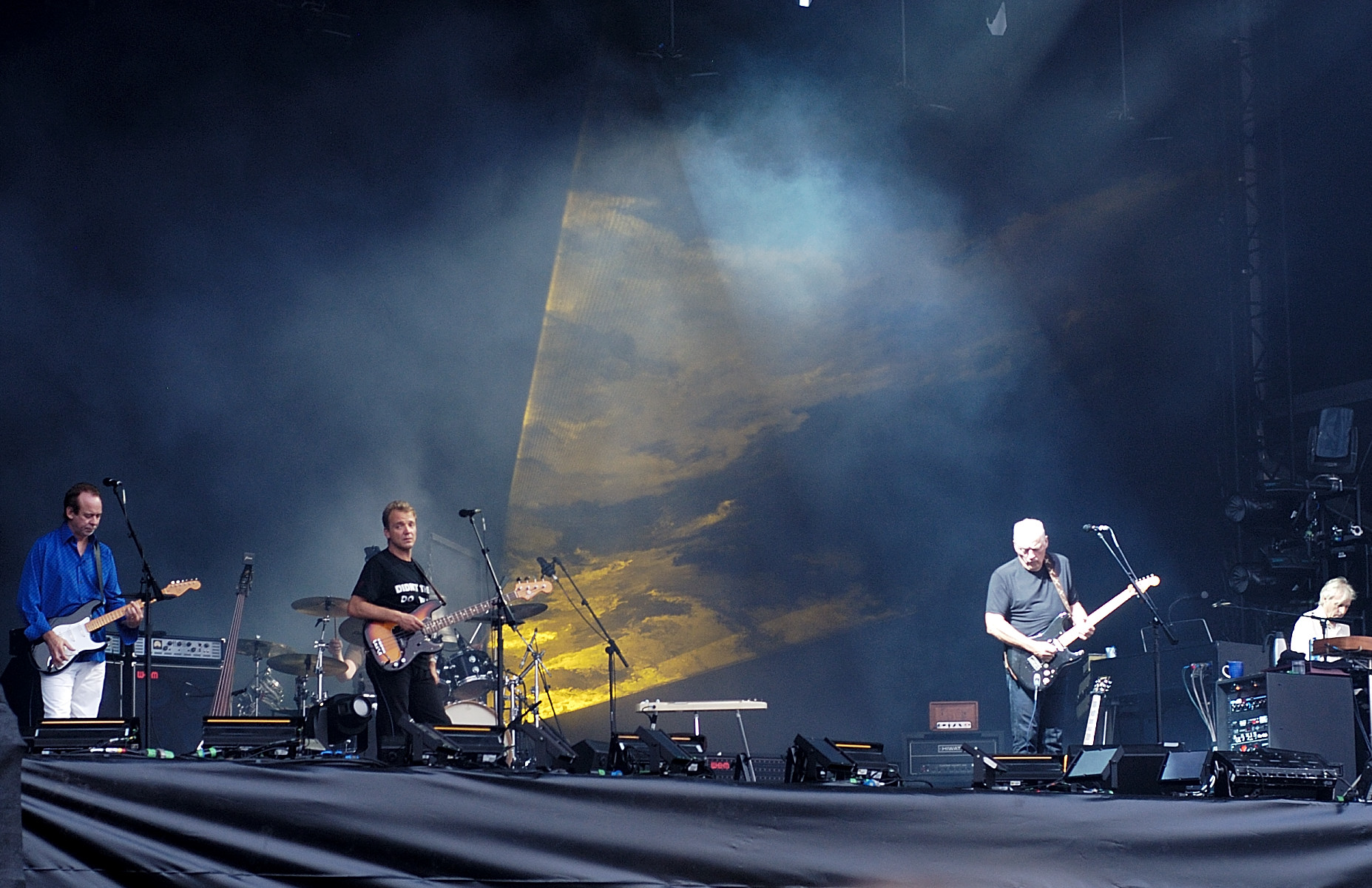
Concierto (2006) en Múnich, en el marco de la gira promocional de On an Island

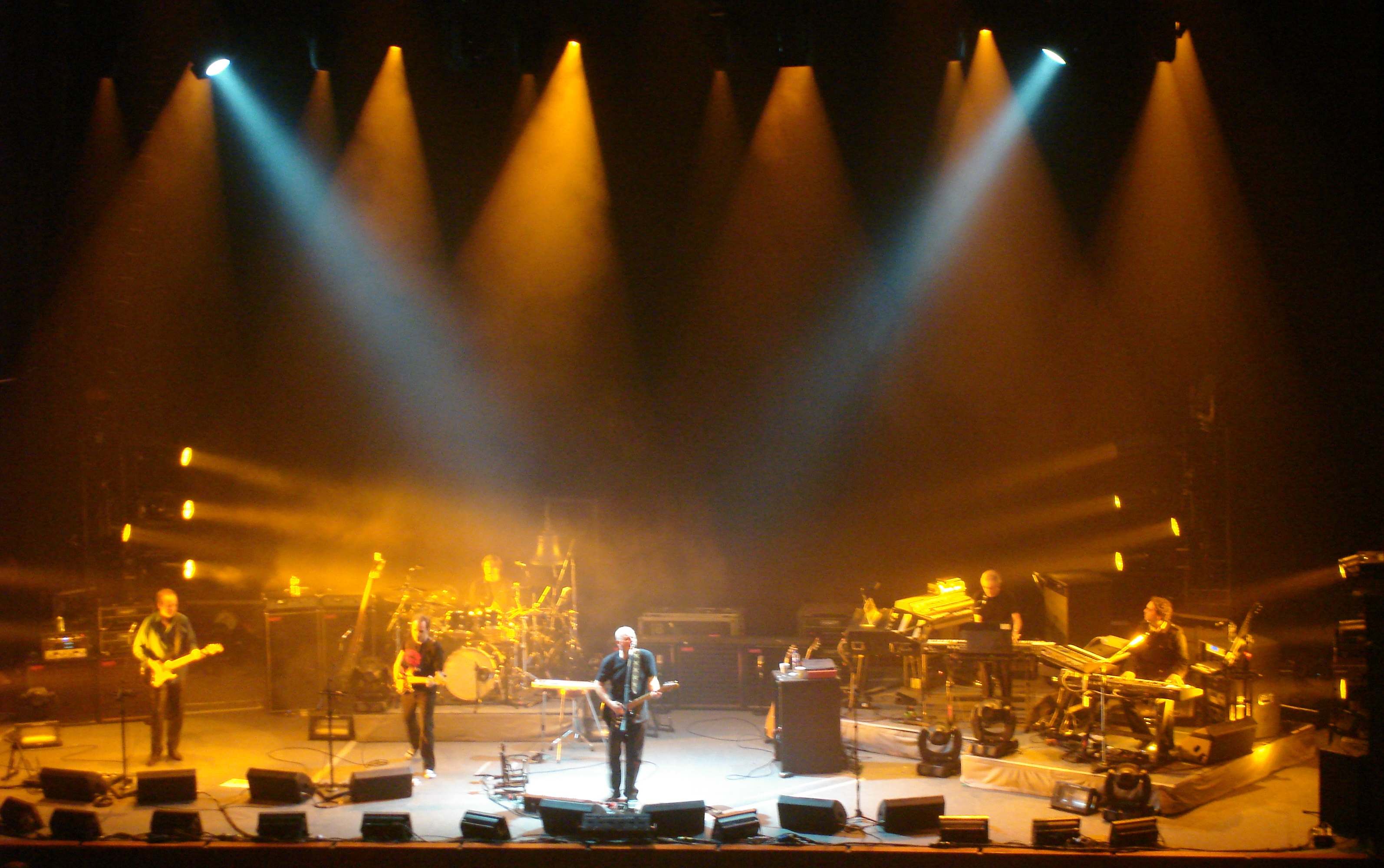
Frankfurt, Alte Oper, 18 de marzo

Richard Wright: tecladista de Pink Floyd, Phil Manzanera: Guitarrista de Roxy Music y Guy Pratt: Bajista reemplazante de Roger Waters en Pink Floyd se unieron a Gilmour en la gira que realizó para promocionar el álbum. En el tour también estuvo Dick Parry, saxofonista famoso por sus interpretaciones en canciones como "Money", "Shine On You Crazy Diamond" y "Us and Them" entre otras y Jon Carin, quien ha colaborado con Pink Floyd desde 1987 y también ha trabajado con Roger Waters.
En el tercer show dado en Londres se presentó Nick Mason sumándose en los bises. También contó con la participación de David Bowie. Su show en el Royal Albert Hall fue editado como un DVD en directo "Remember that night, Live at the Royal Albert Hall". En el concierto brindado en Gdansk, Polonia, se contó con la participación de la Orquesta Filarmónica del Báltico dirigida por Zbigniew Preisner, quien realizó los arreglos orquestales en la edición del álbum, ante más de 50.000 personas fue lanzado como un quíntuple disco con el concierto en CD y la grabación del concierto en DVD Live in Gdansk.

### Lugares y fechas delDavid Gilmour - On An Island Live Tour 2006
7 Mar -  Reino Unido, Londres - MERMAID THEATRE
10 Mar -  Alemania, Dortmund - KONZERTHAUS
11 Mar -  Alemania, Hamburgo - CONGRESS CENTRUM HAMBURG
15 Mar -  Francia, París - LE GRAND REX
16 Mar -  Francia, París - L’OLYMPIA
18 Mar -  Alemania, Fráncfort - ALTE OPER
19 Mar -  Países Bajos, Ámsterdam - THE HEINEKEN MUSIC HALL
20 Mar -  Países Bajos, Ámsterdam - THE HEINEKEN MUSIC HALL
24 Mar -  Italia, Milán - TEATRO ARCIMBOLDI
25 Mar -  Italia, Milán - TEATRO ARCIMBOLDI
26 Mar -  Italia, Roma - UDITORIUM PARCO DELLA MUSICA (Sala Santa Cecilia)

4 Abr -  Estados Unidos, Nueva York - RADIO CITY MUSIC HALL
5 Abr -  Estados Unidos, Nueva York - RADIO CITY MUSIC HALL
9 Abr -  Canadá, Toronto - MASSEY HALL
10 Abr -  Canadá, Toronto - MASSEY HALL
12 Abr -  Estados Unidos, Chicago - ROSEMONT THEATRE
13 Abr -  Estados Unidos, Chicago - ROSEMONT THEATRE
16 Abr -  Estados Unidos, San Francisco - OAKLAND PARAMOUNT THEATRE
17 Abr -  Estados Unidos, San Francisco - OAKLAND PARAMOUNT THEATRE
19 Abr -  Estados Unidos, Los Ángeles - KODAK THEATRE
20 Abr -  Estados Unidos, Los Ángeles - GIBSON AMPHITHEATRE

26 May -  Reino Unido, Mánchester - THE BRIDGEWATER HALL
27 May -  Reino Unido, Glasgow - CLYDE AUDITORIUM
29 May -  Reino Unido, Londres - ROYAL ALBERT HALL
30 May -  Reino Unido, Londres - ROYAL ALBERT HALL
31 May -  Reino Unido, Londres - ROYAL ALBERT HALL 

27 Jul -  Austria, Klam - KLAM CASTLE
29 Jul -  Alemania, Múnich - KÖNIGSPLATZ
31 Jul -  Francia, Vienne - THÉÂTRE ANTIQUE
2 Ago -  Italia, Florencia - PIAZZA SANTA CROCCE
11 Ago -  Italia, Venecia - PIAZZA SAN MARCO
12 Ago -  Italia, Venecia - PIAZZA SAN MARCO
26 Ago -  Polonia, Gdansk - STOCZNIA GDANSKA

### Músicos
- David Gilmour - guitarras, voz, cümbüş, saxofón en "Red Sky at Night"
- Richard Wright - teclados, voz
- Phil Manzanera - guitarras, voz
- Guy Pratt - bajo, voz, guitarra en "Then I Close My Eyes"
- Jon Carin - teclados, guitarra, voz
- Dick Parry - Saxofón tenor y barítono
- Steve DiStanislao - Batería, percusión, voz
- Robert Wyatt - Trompeta (Invitado de los recitales de Londres en mayo)
- David Crosby - Voz
- Graham Nash - Voz

## Lista de canciones
1. "Castellorizon" - 3:54
2. "On an Island" - 6:47
3. "The Blue" - 5:26
4. "Take a Breath" - 5:46
5. "Red Sky at Night" - 2:51
6. "This Heaven" - 4:24
7. "Then I Close My Eyes" - 5:26
8. "Smile" - 4:03
9. "A Pocketful of Stones" - 6:17
10. "Where We Start" - 6:45

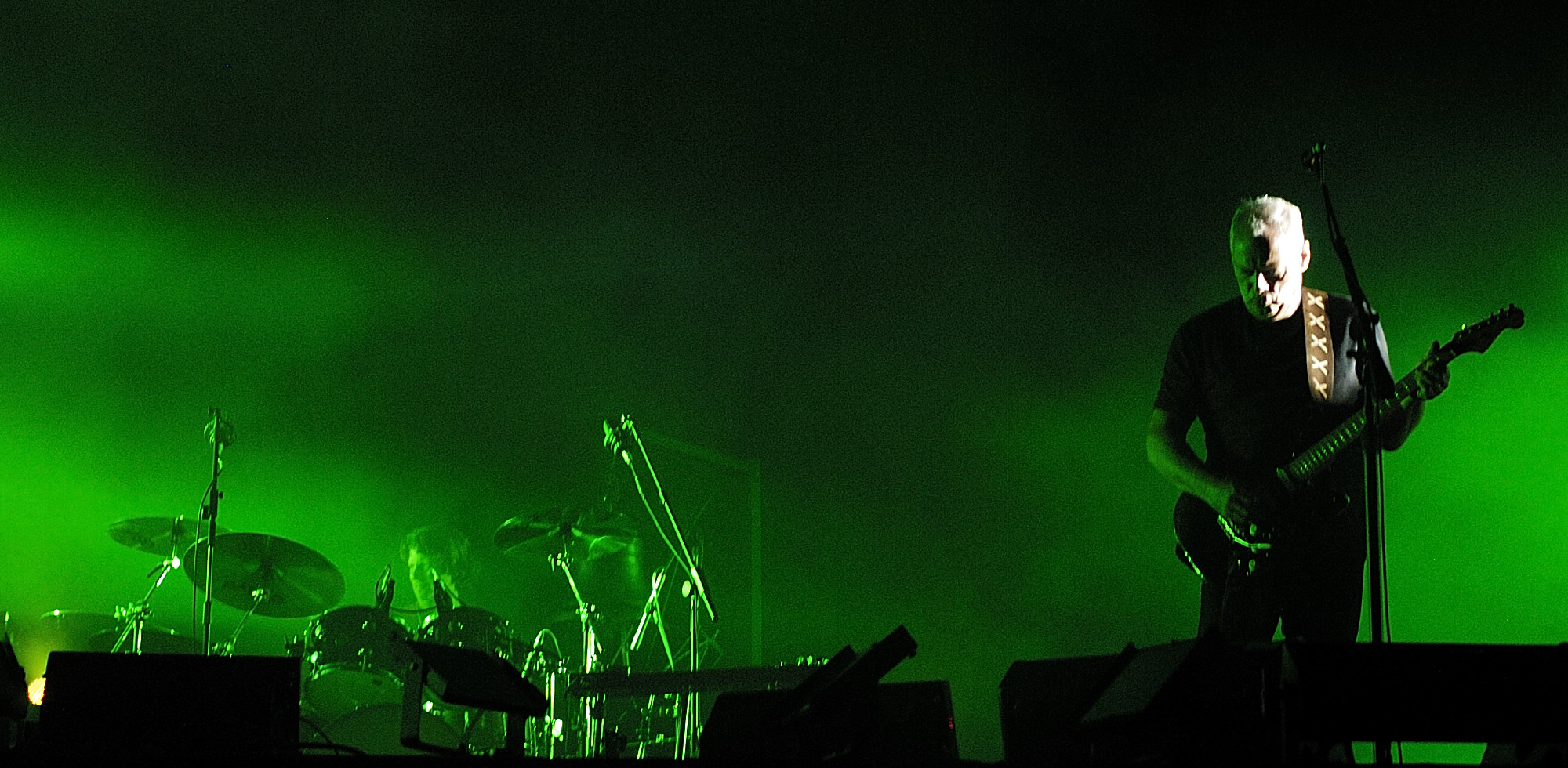

- Todas las letras escritas por Polly Samson excepto "On an Island" y "This Heaven" por David Gilmour & Polly Samson, y "Where we start", escrita por David Gilmour.
- Todos los temas compuestos por David Gilmour.

Dos de los temas, "On an island" y "Smile" fueron lanzados como sencillos. El primero de ellos, "On an Island", incluye la versión editada del tema, mientras que el sencillo de "Smile" incluye el tema "Island Jam", un blues que no fue incluido en el disco.
El álbum ha sido desde su lanzamiento un éxito de crítica y público. La canción "smile" ya había sido mostrada en el concierto recogido en el DVD "David Gilmour in concert" que recoge una actuación de este en el Meldtdown festival en el año 2000.

## Lista de canciones interpretadas durante la gira de 2006
- Intro:

1. "Speak to Me"
2. "Breathe"
3. "Time"
- Primera Parte:

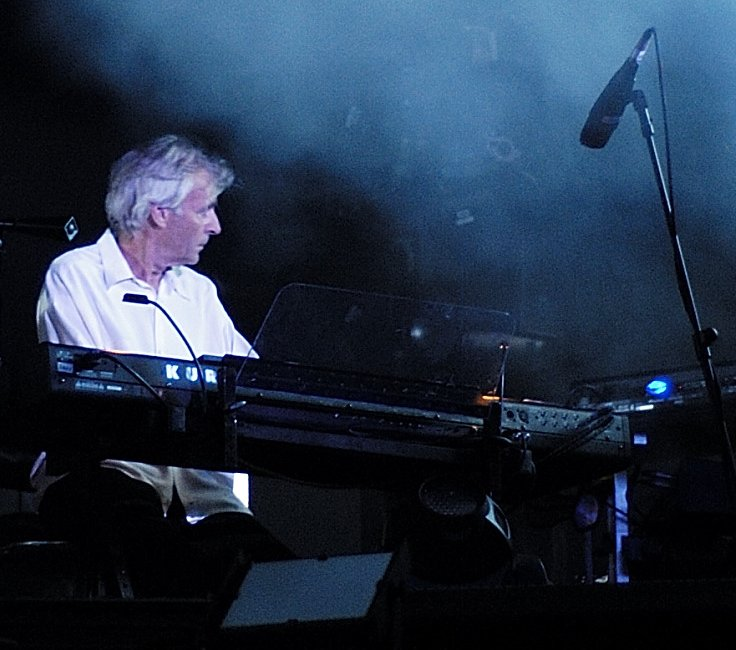
Richard Wright tecladista de Pink Floyd, protagonista en la gira de David Gilmour

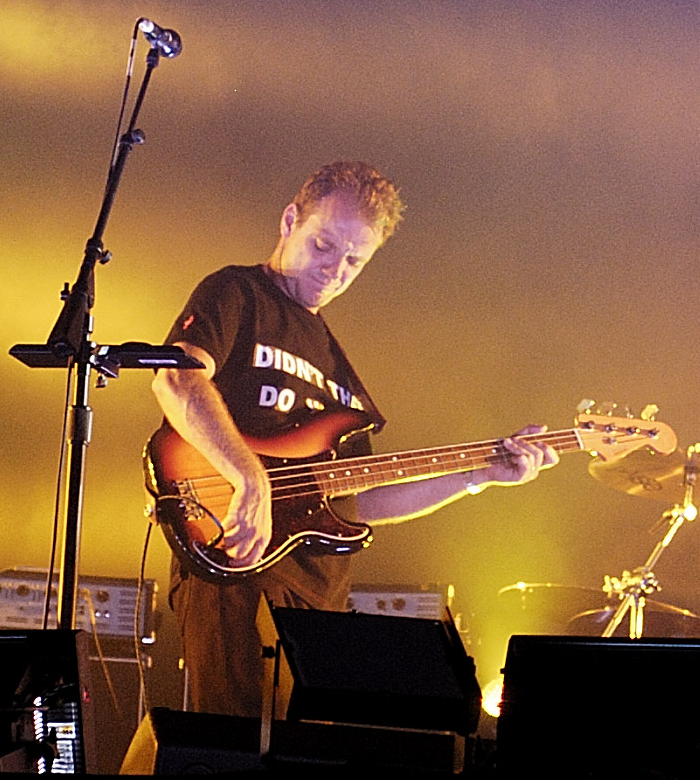
Guy Pratt, bajista de la banda

4. "On An Island" (Interpretado en su totalidad).
- Segunda Parte:

1. "Shine on You Crazy Diamond" (Parts I - V) (A partir del recital en Múnich, se añadió la instrumentación con copas de vino (Glass Harmonica), para las partes I y II; en Venecia se contrata a un músico callejero llamado Igor Sklyarov, que interpreta dichas partes)
2. "Wot´s Uh the Deal", o "Dark Globe" (Añadida después del fallecimiento de Syd Barrett, en Klam, Austria)
3. "Astronomy Domine" o "Wearing the Inside Out"
4. "Fat Old Sun"
5. "Arnold Layne"
6. "Coming Back to Life"
7. "High Hopes"
8. "Echoes"
* Bises
1. "Wish You Were Here" (Con Nick Mason, 31 de mayo, Londres)
2. "Comfortably Numb" (Con David Bowie como invitado en el recital de Londres del 29 de mayo, y Nick Mason en el día 31)
- También han sido interpretadas en algunas presentaciones canciones tales como: 
  - "The Great Gig in the Sky" (Hasta los recitales de Londres en el Royal Albert Hall)
  - "On the Turning Away" (12 de agosto en Venecia)
  - "Dominoes" (Syd Barrett)
  - "A Great Day for Freedom" (26 de agosto en Gdansk)
  - "Find the cost of Freedom" (Con David Crosby & Graham Nash, hasta los recitales de Londres)